# Pablo González Velázquez
Pablo González Velázquez – hiszpański rzeźbiarz barokowy.
Stał na czele rodziny artystów. Jego synowie Luis, Alejandro i Antonio González Velázquez oraz wnuk Zacarías zostali malarzami. Urodził się w Andújar w Andaluzji, ale karierę zawodową zrobił w stolicy.
Spośród wielu prac, które wykonał w drewnie i w kamieniu z przeznaczeniem dla madryckich kościołów, zachowała się tylko figura św. Ludwika, wykonana w 1716 roku dla kościoła pod wezwaniem świętego. Po wyburzeniu świątyni figurę przeniesiono do Kościoła Carmen Calzado.
W 1724 roku król Ludwik I zaproponował mu posadę nadwornego rzeźbiarza, którą artysta odrzucił ze względu na swój podeszły wiek.